# Xã Como, Quận Hand, South Dakota
Xã Como (tiếng Anh: Como Township) là một xã thuộc quận Hand, tiểu bang Nam Dakota, Hoa Kỳ. Năm 2010, dân số của xã này là 40 người.